# Michel Morin (journaliste)
Pour les articles homonymes, voir Michel Morin et Morin.
Michel Morin (25 octobre 1946 à Québec) est un journaliste québécois ayant travaillé plus de 30 ans à Radio-Canada en plus de travailler pour LCN/TVA Nouvelles et des quotidiens tels Le Soleil et La Presse. Chroniqueur le matin dans l'émission Maurais Live sur les ondes de CHOI-FM RadioX.

## Source
- Sainte-Justine - Michel Morin